# Alicia Moreau de Justo
Alicia Moreau de Justo (Londra, 11 ottobre 1885 – Buenos Aires, 12 maggio 1986) è stata una medica, politica, pacifista e attivista per i diritti umani britannica naturalizzata argentina.
Fu una figura di spicco del femminismo e del socialismo in Argentina

## Biografia
Organizzò conferenze nella Fundación Luz e, insieme a suo padre, co-fondò l' Ateneo Popular. Fu redattrice capo della rivista Humanidad Nueva e direttrice della rivista Nuestra Causa. Nel 1914 si laureò in medicina all'università e, alcuni anni dopo, si unì al Partito Socialista. Poco dopo, sposò il politico Juan B. Justo e insieme ebbero tre figli.
Nel 1918 fondò la Unión Feminista Nacional e dopo che suo marito morì nel 1928, continuò la sua attività politica difendendo le donne, specialmente in questioni relative al diritto di voto delle donne, ai diritti di lavoro pagato per il personale, sanità pubblica e istruzione pubblica. Nel 1932 creò una bozza di legge per stabilire il suffragio femminile, che non venne accordato in Argentina fino al 1947. Sostenne la Seconda Repubblica spagnola durante la guerra civile spagnola e fu una critica regolare del peronismo, che lei definì antidemocratico. Nel 1958, prese parte alla divisione del Partito Socialista e alla fondazione del Partito Socialista Argentino, accettando la posizione di direttrice del quotidiano La Vanguardia fino al 1960. Continuò a lavorare fino agli ultimi anni, e fu una delle fondatori dell'Assemblea permanente per i diritti umani nel 1975.

## L'Unione femminista argentina
Ha co-fondato la National Feminist Union in Argentina, che mirava a unire le diverse organizzazioni femministe che esistevano in Argentina in quel periodo. Alcuni di questi erano: il centro socialista femminista, il raduno socialista femminile e il consiglio nazionale delle donne. L'azione politica della NFU è stata fondamentale per sostenere la sanzione di molte leggi che riconoscono i diritti delle donne e la protezione del lavoro delle donne, nonché per difendere le madri single. Questa organizzazione ha pubblicato la rivista mensile Nuestra Causa, per promuovere le proprie idee e organizzare le donne attiviste durante i raduni elettorali, nonché massicce petizioni al Potere Legislativo.